# Подленже (Хшановський повіт)
Подленже (пол. Podłęże) — село в Польщі, у гміні Альверня Хшановського повіту Малопольського воєводства.
Населення — 242 особи (2011).
У 1975-1998 роках село належало до Краківського воєводства.

## Демографія
Демографічна структура станом на 31 березня 2011 року:
|          | Загалом | Допрацездатний вік | Працездатний вік | Постпрацездатний вік |
| -------- | ------- | ------------------ | ---------------- | -------------------- |
| Чоловіки | 122     | 17                 | 89               | 16                   |
| Жінки    | 120     | 14                 | 69               | 37                   |
| Разом    | 242     | 31                 | 158              | 53                   |